# كاهي (مغنية)
بارك كاهي (بالكورية: 박가희؛ ولدت في 25 ديسمبر 1980) هي مغنية كورية جنوبية وراقصة منفردة من شركة بليديس . كانت عضوة في الفرقة الراقصة افتر سكول .

## وصلات خارجية
- كي على موقع ميوزك برينز (الإنجليزية)

- Kahi Cyworld
- After School Official